# Astochia melanopygus
Astochia melanopygus là một loài ruồi trong họ Asilidae. Astochia melanopygus được Wulp miêu tả năm 1899. Loài này phân bố ở miền Ấn Độ - Mã Lai.